# 宮城県道・岩手県道18号本吉室根線

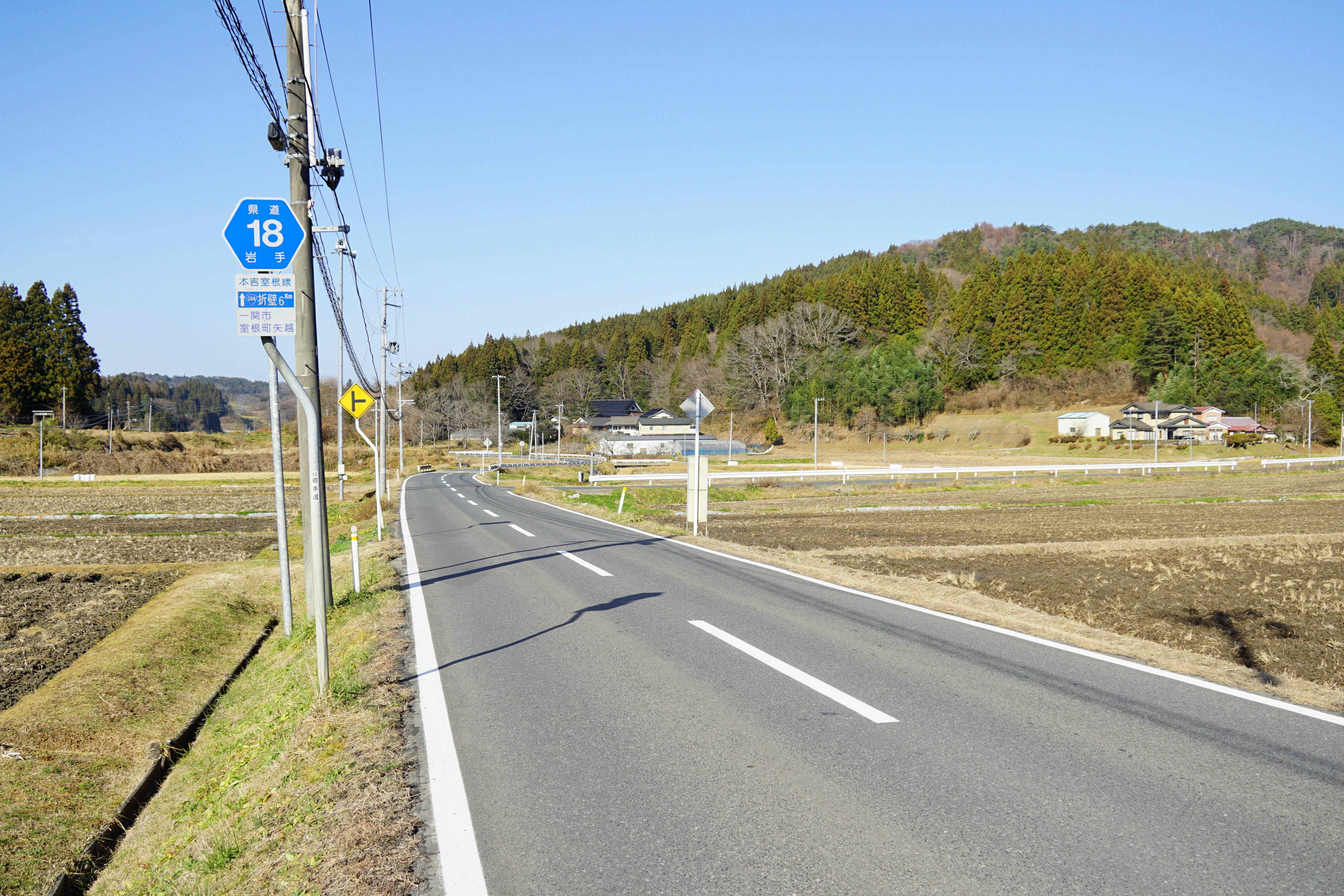
一関市室根町矢越字窪田地内（2023年12月）

宮城県道・岩手県道18号本吉室根線（みやぎけんどう・いわてけんどう18ごう もとよしむろねせん）は、宮城県気仙沼市本吉町から岩手県一関市室根町に至る県道（主要地方道）である。

## 概要
岩手県側の一関市室根町中心部の宮城県側入口付近では、一部道幅が狭くなっている。
路線上に信号機は起点（国道346号）、終点（国道284号）の2箇所しか設置されていない。なお、旧津谷川小学校前にはかつて押しボタン式信号機が設置されていたが現在は撤去されている。

### 路線データ
- 実延長：21,711.8 m
  - 宮城県側：6,273.8 m[1]
  - 岩手県側：15,438.0 m[2]
- 起点：宮城県気仙沼市本吉町[2]（国道346号交点）
- 終点：岩手県一関市室根町[2]（国道284号交点）

## 歴史
- 1958年（昭和33年）3月31日 - 宮城県側で一般県道185号として「本吉矢越停車場線」が県道に認定される[3]。
- 1959年（昭和34年）3月31日 - 本吉矢越停車場線として、岩手県側の区間が県道に認定される[4]。
- 1976年（昭和51年）
  - 4月1日 - 県道本吉矢越停車場線の一部が、本吉室根線として建設省（現・国土交通省）から主要地方道の指定を受ける[5]。
  - 9月10日 - 主要地方道52号本吉室根線として、宮城県側の区間が県道に認定される（本吉室根線と矢越停車場線とに分離、本吉矢越停車場線としては廃止）[6]
  - 10月1日 - 本吉室根線として、岩手県側の区間が県道に認定される[2]。
- 1993年（平成5年）
  - 5月11日 - 建設省により改めて主要地方道の指定を受ける[7]。
  - 10月19日 - 宮城県側で県道番号が決定[8]され、従前の主要地方道52号[9]から、県道18号に変更される。（12月1日より施行）
- 1994年（平成6年）4月1日 - 岩手県が整理番号を35から18へ変更。

## 地理

### 通過する自治体
- 宮城県
  - 気仙沼市
- 岩手県
  - 一関市

### 交差する道路
- 国道346号（気仙沼市本吉町津谷松岡）
- 岩手県道218号藤沢津谷川線（一関市室根町津谷川字竹野下）
- 国道284号（一関市室根町矢越字高沢）

### 交通量[10]
- 一関市室根町矢越字島矢森 - 1,541台